# Cathédrale de Capoue
La cathédrale Notre-Dame de l'Assomption (en italien : Cattedrale Santa Maria Assunta) est une église catholique romaine du XIIIe siècle située dans la commune italienne de Capoue, une petite ville moderne de plus de 18 000 habitants et connue aujourd'hui sous le nom de Santa Maria Capua Vetere. Elle est administrativement rattachée à la province de Caserte , située dans la région de  Campanie  dans le sud de l’Italie . Historiquement  , la ville de Capoue est localisée  dans la Terre du Travail, en italien   ‘’ Terra di Lavoro ‘’ , une Célèbre région de l'Italie antique - Et  , elle se trouve  sur un bras du fleuve Volturno, construite sur une colline perchée au pied du mont Tifata où se trouve également la célèbre église de Sant'Angelo in Formis, dédiée à saint Michel Archange.
Depuis l'Antiquité, la ville de Capoue possédait un blason emblématique où sont transcrits l'ensemble des pièces formant le bouclier héraldique de la ville et de la noblesse des familles - Et, désigné par l'acronyme institutionnel : S.P.Q.C. Signifiant en latin Senatus Populus Que Capuanus (en français : « Le Sénat et le peuple capouan ») confirmant dans son titre légitime d'antan une principauté souveraine.

## Histoire de la Cathédrale
La cathédrale Notre-Dame de l'Assomption de Capoue a caractérisé historiquement le principal lieu de culte catholique dans le sud de l'Italie, où elle composait l'église principale du diocèse où se trouvait le siège de l'évêque Landolf II, le jeune fils de l’évêque Landolf Ier  au moment de la construction de cet édifice religieux et constituait ainsi le pouvoir dans la gestion de toute l'activité religieuse et politique du district ecclésiastique placé sous la juridiction de l'évêque de Capoue et ce, jusqu'à la création épiscopale de l'archidiocèse de Capoue en 966 et qui fut gouverné par le cardinal Jean, nommé premier archevêque de Capoue, plus de 123 ans après la mort de l'évêque Landolf Ier et la date de la construction partielle de la cathédrale Notre-Dame de l'Assomption, dont les travaux commencèrent fin 841 par ordre de l'évêque Landolf Ier, et se terminèrent à moitié en 843 après la mort de Landolf Ier. La cathédrale a été achevée et inaugurée en 845  par Landolf II, le jeune  fils l'évêque Landolf Ier.
Toutes les sources historiques attribuent la construction de la cathédrale Notre-Dame de l'Assomption à l'initiative de Landolf  Ier,  30e évêque de Capoue (815 à 843 ). Il ordonna la construction de cet édifice religieux en s'engageant financièrement avec ses propres moyens. Sa décision fut prise après la destruction totale de la ville de Capoue en 841 par des mercenaires Sarrasins, enrôlés dans les armées lombardes et payés par leurs princes, ennemis jurés de Landolf Ier qui fut intronisé 30e évêque de Capoue en 815 à l'âge de 30 ans, soutenu par son grand ami le  Duc  et  Consul de Naples  Antimus  (801-818)  fils du célèbre Duc Théophylacte II de Naples.
Mais certains historiens pensent que l'édifice est plus directement l'héritier d'une reconstruction sous l'archevêque de Capoue Atenolfo II - La preuve en est la présence dans l'édifice des fonts baptismaux supposés être le seul vestige antérieur au XIe siècle.

## LandolfIer, le 30° évêque de Capoue
Lors de sa nomination à l'évêché de Capoue, Landolf Ier fut consacré pour devenir le premier chef de la communauté chrétienne de Capoue où il était à la tête d'un diocèse dont la création remontait à l'an 42 - et qui était gouverné par le premier évêque de Capoue, connu sous le nom de saint Prisce. Mais il est aussi indiqué que Landolf I, 30e évêque de Capoue surnommé « le Vieux ou l'Ancien » fut aussi le premier Gastald de Capoue, c'est-à-dire qu'il eut la fonction de haut dignitaire religieux chargé de la gestion économique d'une grande partie du domaine royal de la région de Campanie car il était aussi investi de pouvoirs militaires et judiciaires par le royaume lombard d'Italie - Sa nomination fut en fait un choix de noblesse car l'arbre généalogique de cet évêque traçait qu'il descendait de l'illustre lignée des Landulfides qui gouvernaient la principauté de Capoue depuis que leur ancêtre, le 24e évêque de Capoue, dit : Ambrogio, nommé à partir de 740 - Et cette famille des Landulfides avait exercé une influence prédominante sur la principauté de Capoue jusqu'en 1058.
Selon diverses sources, acceptables ou improbables, l'essentiel est que le 30e évêque de Capoue, Landolf I, régna sur la vieille ville de Capoue pendant vingt-cinq ans et quatre mois, à partir de l'an 815 jusqu'à la fin de l'année 841. Il se distingua ensuite pendant près de 18 mois comme guide spirituel de la Nouvelle Capoue, qu'il avait fondée, mais comme il était en mauvaise santé, il mourut en 843 sans avoir réussi à achever la construction de la cathédrale de Capoue, presque entièrement construite mais jamais inaugurée par lui-même.
Il est également révélé que l'évêque Landolf Ier est toujours décrit comme "un homme de nature belliqueuse  et violente" (en latin vir bellicosissimus) - il ne put supporter le harcèlement continu des princes lombards à partir de l'année 836 lorsque la principauté de Salerne et la seigneurie de Capoue se séparèrent de la principauté de Bénévent en raison de luttes internes et d'affrontements avec les grandes puissances (le Saint-Empire romain germanique et l'Empire byzantin), avec les duchés campaniens voisins sur la côte et avec les Sarrasins. À ce propos, il est indiqué que le 30e évêque Landolf I de Capoue avait conclu un traité de paix avec les Napolitains afin de pouvoir entrer pleinement en guerre contre les princes lombards Radelchi.

## Destruction de la ville de Capoue par les Sarrasins
Par malheur, l'évêque Landolf Ier fut trahi par les Napolitains qui, de peur des représailles des Princes Lombards l'abandonnèrent au milieu d'une guerre contre les Armées des  Radelchis, appuyées  par des mercenaires sarrasins  à grande expérience militaire, d'où ils réussirent  si vite à investir la ville de Capoue et à la détruire totalement  en 841 – ce fut un grand désastre ! L'évêque Landolf Ier fut contraint de laisser le site de l'antique Capoue en ruine, c'est pourquoi il préféra fonder une autre ville dans un endroit  situé sur une colline qu'il fortifia sous le nom de "Rebelopolis" Mais en commençant en priorité les travaux de la  construction de la cathédrale de Capoue  qui ont duré près de deux ans jusqu'à achever toutes les grandes parties architecturales dont l'abside, les bas-côtés, le chœur, le déambulatoire, la nef et le transept avant de mourir en l'an 843. Son fils Landolf II, le jeune, nouvel évêque nommé pour remplacer son père se consacra entièrement et par principe à accomplir la mission rêvée de son père qu'il réussit 6 mois plus tard à construire la sacristie et le trésor, érigeant également une colonne commémorative portant le nom de son père Landolf Ier qui prit le titre de Comte de Capoue avant sa mort et dont il reconnut le mérite comme le bâtisseur  de la cathédrale de Capoue.

## Rénovation de la cathédrale de Capoue
La cathédrale de Capoue semblait dépourvue de somptueuses décorations aux yeux de l'archevêque Erveo, nommé en 1073, qui entreprit des travaux de restauration en construisant une nouvelle galerie couverte en forme de portique d'entrée. Au XVe siècle, le cardinal Niccolò Caetani di Sermoneta fut promu archevêque de Capoue en 1546 en tant qu'administrateur apostolique, ce qui lui permit de restructurer considérablement l'évêché attenant.  Au XVIIIe siècle, l'ensemble du complexe a été radicalement restructuré  par l’archevêque Francesco Serra di Cassano mort à Capoue en 1850. Et encore entre 1854 et 1857, l'architecte Federico Travaglini rénove l'église. Elle fut de même presque entièrement rasée lors des bombardements de 1943.  Dès le début de l’année 1949 , le gouvernement italien conduit par Alcide de Gasperi ordonna la reconstruction de la cathédrale de Capoue où les travaux ont duré plus huit ans. En 1992, à l'intérieur de la chapelle du Corps du Christ, le musée de Capoue a été inauguré par des hauts fonctionnaires du gouvernement Amato I, un musée destiné à conserver les œuvres picturales et sculpturales de diverses églises de la ville de Capoue.

## Conclusion
La cathédrale Notre-Dame de l'Assomption est la cathédrale de l'archidiocèse de Capoue. Autrefois appelée cathédrale des Saints Étienne et Agathe (catedrale Santi Stefano e Agata), elle reçut le statut de basilique mineure en 1827. En réalité, la beauté de l'édifice actuel est le résultat de remaniements du XVIIIe siècle puis d'une restauration suite aux bombardements de 1943.